# Cournon-d’Auvergne
Cournon-d’Auvergne [kuʁnɔ̃ dovɛʁɲ] ist eine Stadt mit 20.020 Einwohnern (Stand 1. Januar 2022) in der französischen Region Auvergne-Rhône-Alpes und nach Clermont-Ferrand die zweitgrößte Stadt im Département Puy-de-Dôme. Die Stadt liegt im Arrondissement Clermont-Ferrand, sie ist Hauptort (französisch: chef-lieu) des Kantons Cournon-d’Auvergne.
Cournon-d’Auvergne liegt etwa 10 Kilometer südöstlich von Clermont-Ferrand am Fluss Allier, in den hier der Auzon einmündet.

## Sehenswürdigkeiten
- Château de la Ribeyre (Schloss Ribeyre) aus dem 16. Jahrhundert
- Château de Sarlièves (Schloss Sarlièves) aus dem 17. Jahrhundert
- Stadtbefestigung aus dem 13. Jahrhundert
- Eglise Saint-Martin (Kirche Saint-Martin) aus dem 11. Jahrhundert

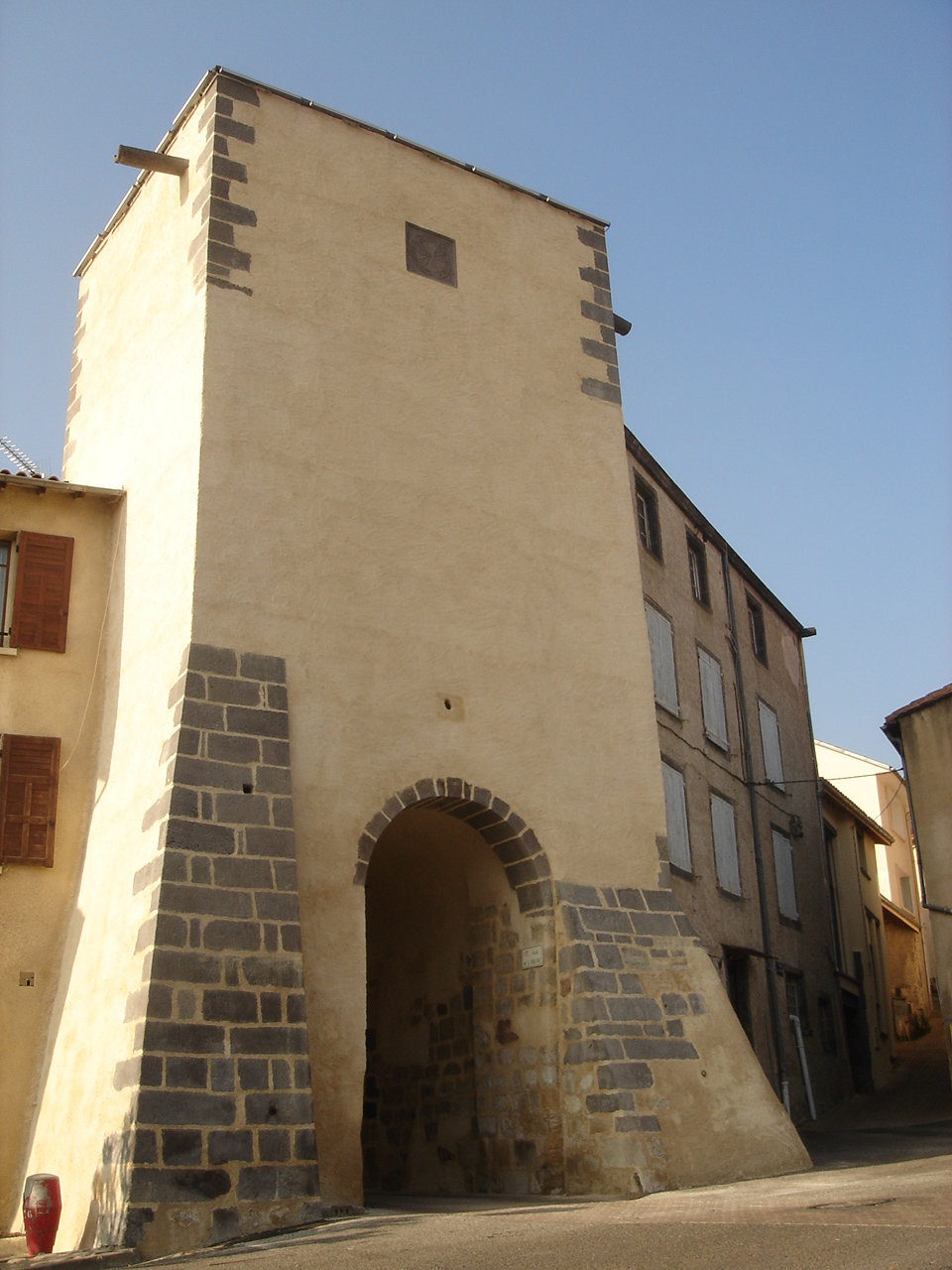
Stadttor
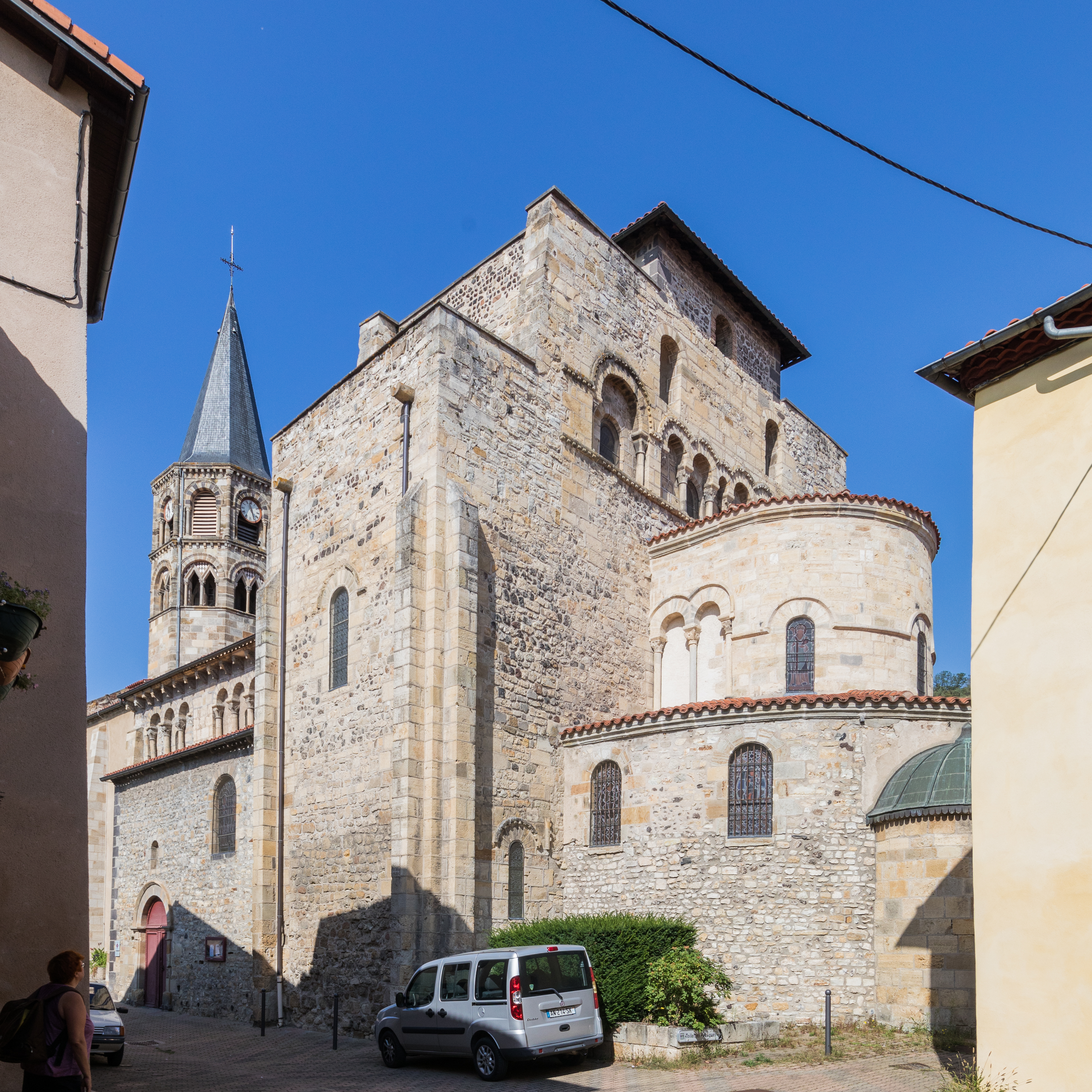
Kirche Saint-Martin
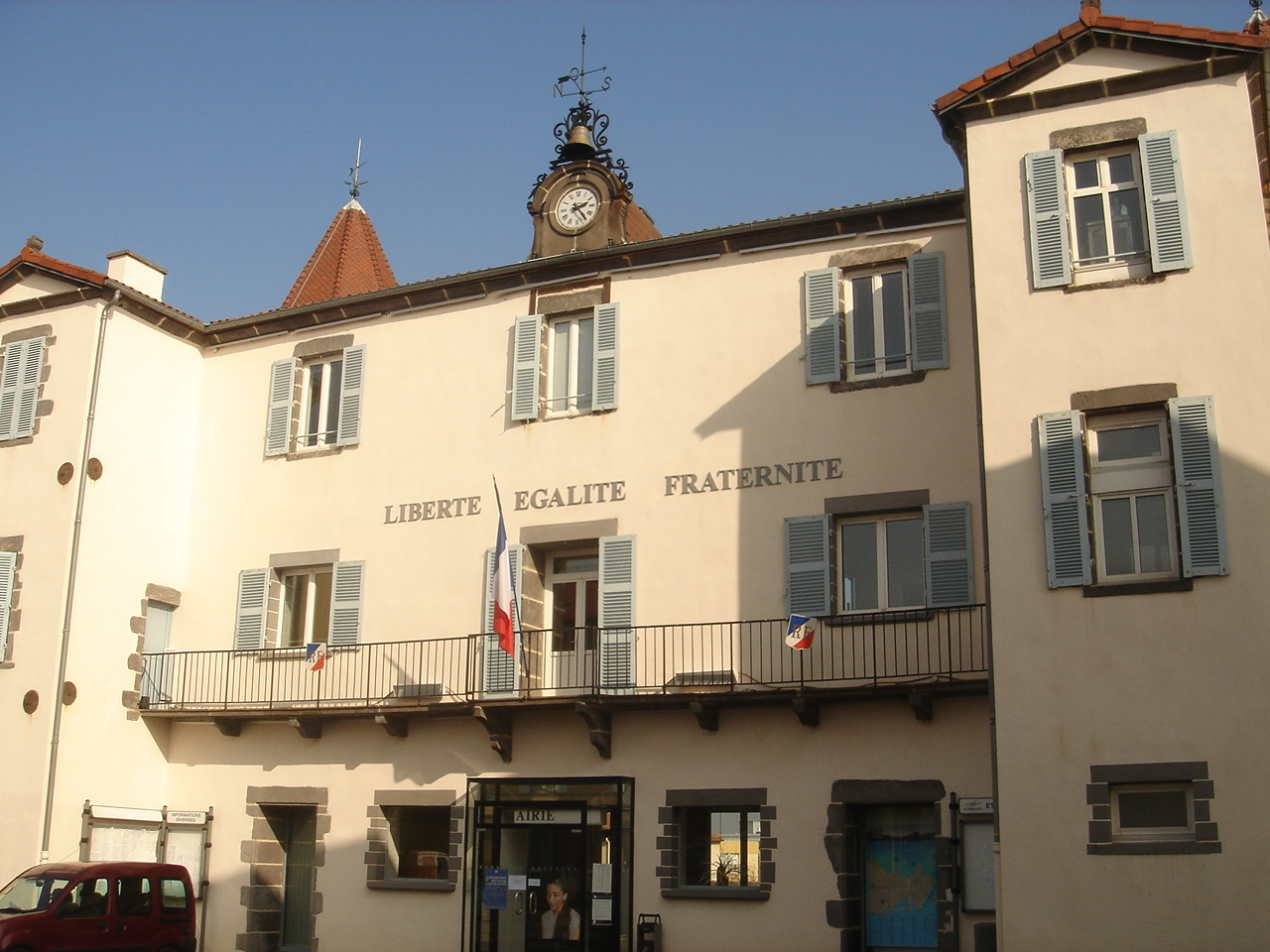
Mairie (Rathaus)

## Bevölkerungsentwicklung
| Jahr                       | 1962  | 1968  | 1975   | 1982   | 1990   | 1999   | 2009   | 2021   |
| Einwohner                  | 3.135 | 5.587 | 12.583 | 16.949 | 19.156 | 18.866 | 19.494 | 20.193 |
| Quellen: Cassini und INSEE |       |       |        |        |        |        |        |        |

## Städtepartnerschaft
Lichtenfels in Bayern und Ariccia in der italienischen Region Latium sind Partnerstädte von Cournon.